# ENSO
ENSO — українська девелоперська компанія, в основі діяльності якої розробка, будівництво та управління проєктами у сфері житлової та комерційної нерухомості. Компанія першою в Україні започаткувала будівництво житла за міжнародним екологічним стандартом BREEAM. 

## Історія
Компанія ENSO була заснована у 2017 році. Зараз у компанії працюють більше 150 співробітників/. 

Проєкт житлового комплексу «Diadans»

Станом на травень 2020 року за даними рейтингу журналу «НВ» компанія ENSO входить у трійку найбільших забудовників Києва.  Компанія зводить три житлові комплекси бізнес-класу загальною площею близько 400 тис. м2: ЖК «Diadans»,  «Poetica» та «Fjord». 
Компанія ENSO першою в Україні сертифікувала житловий комплекс за міжнародними екологічними стандартами.  2020 року ЖК «Diadans» пройшов сертифікацію BREEAM International New Construction, яка включає в себе оцінку енергоефективності, впливу будівлі на навколишнє середовище, безпеки для мешканців та відвідувачів, використання екологічних матеріалів для будівництва, зручності транспортної інфраструктури та інше. Станом на 2020 рік лише в Україні сертифікати BREEAM отримали 5 об'єктів: торговий центр у Львові, дві офісних будівлі у Києві: BC Grand і Astarta, а також житловий комплекс «Diadans».   
У грудні 2020 року компанія «ENSO» стала переможцем VIII української премії в галузі будівництва IBUILD 2020 в номінації «Лідер житлового будівництва за європейськими стандартами».   
Компанія є учасником професійних клубів нерухомості України: Конфедерація будівельників України, UREClub і RedCommunity.

## Об'єкти нерухомості
- Житловий комплекс «Diadans» — два 31-поверхових хмарочоси на вул. Євгена Коновальця, 19[11]
- Житловий квартал «Poetica» — вісім будинків висотністю 20–28 поверхів на вул. Дегтярівська, 25а
- Житловий комплекс «Fjord» — житловий комплекс з каскадною архітектурою на 4–30 поверхів на Військовому проїзді, 8[12]

## Структура
До структури холдингу ENSO входять компанії:
- ENSO Construction — будівництво об'єктів інфраструктури та нерухомості;
- ENSO Service — обслуговування об'єктів нерухомості;
- ENSO Consulting — послуги контролю та аудиту девелоперських процесів;
- ENSO Finance — надання фінансових ресурсів для інвесторів;
- ENSO Architecture — проєктування об'єктів нерухомості.

Виконавчий директор компанії — Раміль Мехтієв.

## Відзнаки
- Компанія «ENSO» стала переможцем VIII української будівельної премії IBUILD 2020 в номінації «Лідер житлового будівництва за європейськими стандартами»[10].
- ЖК «Diadans» став переможцем конкурсу «Вибір року 2020» в номінації «Житловий комплекс бізнес-класу року в Києві»[14].
- ЖК «Diadans»  отримав сертифікат екологічного та енергоефективного будівництва за стандартом BREEAM International New Construction[3].
- Проєкт офісу ЖК «Poetica» зайняв 1 місце у номінації зелених дахів на «Інтер’єр року 2017» та 2 місце, GreenRoof Challenge, 2018[15].
- Сайт компанії ENSO отримав Special Kudos від CSS Design Awards і завоював 3 нагороди за 3 критеріями: UX Design, UI Design, Innovation[9].
- ЖК «Diadans» став лауреатом номінації «Житловий комплекс року» загальнонаціональної програми «Людина року – 2020»[16][17][18].